# Чжао Чжэнъюн
Чжао Чжэнъю́н (кит. упр. 赵正永, пиньинь Zhào Zhēngyǒng, род. март 1951) — китайский политик.
Член КПК с ноября 1973 года, член ЦК КПК 18-го созыва.
В родной провинции возглавлял Хуаншаньский горком КПК, был начальником провинциального управления общественной безопасности, секретарем политико-юридической комиссии парткома КПК провинции.
В 2001 году переведен на работу в провинцию Шэньси (Северо-Западный Китай), занимал должности секретаря политико-юридической комиссии провинциального парткома КПК, заместитель губернатора провинции (с не позднее 2007 года), замглавы ппарткома КПК провинции.
С июня 2010 года и. о., с января 2011 года губернатор провинции Шэньси.
С декабря 2012 года по 2016 год глава парткома КПК провинции Шэньси.